# Kubični model atoma
Kubični model atoma je bil eden prvih modelov atoma, v katerem so bili elektroni v nepolarnem atomu ali molekuli postavljeni v osem oglišč kocke. Teorijo je leta 1902 razvil Gilbert N. Lewis in jo objavil leta 1916 v svojem znanem članku Atom in molekula za razlago pojava valence. Njegova teorija je temeljila na Abeggovem pravilu, ki pravi, da je razlika med maksimalno pozitivno in negativno valenco elementa pogosto enaka osem. Leta 1919 je Irving Langmuir teorijo razvil v kubični oktet atoma.
Zgradbe elementov iz druge periode periodnega sistema so prikazane na naslednji sliki:

## Kemijske vezi
Enojna kovalentna vez nastane z delitvijo roba kocke oziroma dveh elektronov kot je prikazano v strukturi C. Ionska vez nastane s prenosom elektrona z ene kocke na drugo brez delitve roba (struktura  A). Lewis je predpostavil tudi vmesno stanje B, v katerem si atoma delita samo oglišče kocke.
Dvojna vez nastane z delitvijo ploskve oziroma štirih elektronov med dvema kubičnima atomoma:
Trojne vezi se s kubičnim modelom atoma ne da razložiti, ker si dve kocki na noben način ne moreta deliti treh oglišč. Lewis je zato predlagal, da imajo elektronski pari v atomskih vezeh poseben privlak, katerega rezultat je struktura tetraedra:
Novi položaji elektronov so prikazani s točkastimi krogi na sredini odebeljenih robov kocke. Takšna struktura je dopuščala tvorbo enojne vezi z delitvijo oglišča, dvojne vezi z delitvijo roba in trojne vezi z delitvijo ploskve. Struktura je dopuščala tudi prosto rotacijo okrog enojne vezi in razlago tetraedrske geometrije metana. Treba je priznati, da je v Lewisovi ideji tudi nekaj resnice, saj se je kasneje izkazalo, da Paulijevo izključitveno načelo rezultira v Fermijevi luknji zmanjšanega odboja v paru elektronov z nasprotnima spinoma na isti elektronski orbitali. 